# Cesstos City
Cesstos City est une ville du Liberia et la capitale du comté de River Cess. Elle est située sur la rive droite de l'embouchure du fleuve Cess ou Cesstos dans l'océan Atlantique, à 164 km au sud-est de Monrovia. Sa population s'élevait à 2 578 habitants lors d'un recensement de 2008.